# Hendrik Lorentz

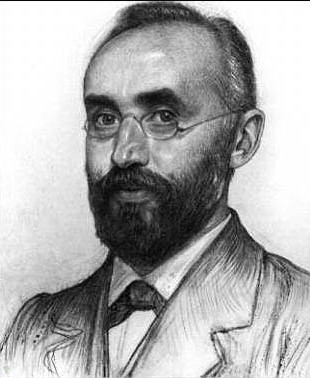
Hendrik Lorentzby Jan Veth

Hendrik Antoon Lorentz (18 tháng 7 năm 1853, Arnhem – 4 tháng 2 năm 1928, Haarlem) là một nhà vật lý Hà Lan nhận chung Giải Nobel Vật lý với Pieter Zeeman vì đã phát hiện ra cách giải thích lý thuyết hiệu ứng Zeeman. Lorentz đã phát triển các công cụ nhận thức và toán học làm trung tâm của thuyết tương đối đặc biệt mà sau này nhà bác học Albert Einstein đã hoàn thiện.